# Psecas chrysogrammus
Psecas chrysogrammus är en spindelart som först beskrevs av Simon 1901.  Psecas chrysogrammus ingår i släktet Psecas och familjen hoppspindlar. Inga underarter finns listade i Catalogue of Life.